# Казлаускас, Йонас
Йонас Казлаускас (лит. Jonas Kazlauskas; род. 21 ноября 1954, Паневежис) — советский баскетболист и литовский баскетбольный тренер.

## Игровая карьера
С 1973 по 1985 год выступал за баскетбольный клуб «Статиба» (ныне — «Ритас»). В 1979 году выиграл бронзовую медаль чемпионата СССР.

## Тренерская карьера
Йонас Казлаускас считается одним из лучших тренеров Европы. В прошлом тренировал лучшие литовские клубы «Жальгирис» и «Летувос Ритас». Также возглавлял сборную Литвы с 1997 по 2001. С 2005 по 2008 год был главным тренером сборной Китая. C 2009 по 2010 был Главный тренер сборной Греции. 2010 - 2012 Главный тренер ЦСКА. 2012 - 2016 Главный тренер сборной Литвы. 2012 - 2015 ассистент главного тренера Гуандун Тайгерс (Китай)

## Достижения
- Шестикратный чемпион Литвы: 1995—1999, 2002
- Обладатель Кубка Сапорты: 1998
- Чемпион Евролиги: 1998/1999
- Чемпион NEBL: 1998/1999, 2001/2002
- Бронзовый призёр летних Олимпийских игр 2000
- Тренер года в Литве: 2002
- Чемпион Азии: 2005
- Чемпион Азиатских игр: 2006
- Бронзовый призёр чемпионата Европы: 2009
- Двукратный чемпион ПБЛ : 2011, 2012
- Чемпион Китая : 2013